# Смотрители
«Смотри́тели» (англ. The Watchers) — американский фильм ужасов о сверхъестественном режиссёра Ишаны Найт Шьямалан на основе одноимённого романа А. М. Шайна. Его премьера состоялась 7 июня 2024 года. Фильм получил в целом смешанные или негативные отзывы критиков.

## Сюжет
28-летняя американка Мина в детстве пережила смерть матери. У неё есть сестра близнец Люси, с которой она не общается. Мина покинула родные места и переехала в Ирландию в город Голуэй, где живёт затворницей. Будучи сотрудницей зоомагазина, Мина, должна была отвезти попугая в один из зоопарков. Машина сломалась, и женщина застряла посреди дремучего леса. Пытаясь выжить, она встречает троих товарищей по несчастью: Дэниела, Cиару и пожилую учительницу Мэделин. В загадочном лесу они обитают в сооружении похожем на аквариум, с одной зеркальной стеклянной стеной. Жители «аквариума» обязаны после заката собраться на своеобразной сцене. Страшные обитатели леса — «Смотрители». Они не переносят солнечный свет, днём прячутся в норах, а ночью выходят к сооружению, посмотреть, как в театре, на жизнь людей. Есть определённые правила: нельзя поворачиваться спиной к зрительному залу, нельзя покидать помещение после заката. Ослушавшегося убивают.
Проходит несколько месяцев, наступает зима. Мина начинает понимать что «Смотрители» существа, которые могут менять свой облик. Наблюдая за людьми, они пытаются перенять их облик и поведение. Мина начинает планировать побег..

## В ролях
- Дакота Фэннинг — Мина/Люси[3]
- Джорджина Кэмпбелл — Сиара[3]
- Оливер Финнеган — Дэниел
- Олуэн Фуэре — Мэделин[4]
- Алистер Браммер — Джон, муж Сиары
- Джон Линч — профессор

## Производство
В феврале 2023 года стало известно, что компания New Line Cinema займётся разработкой фильма «Смотрители» (англ. The Watchers) на основе одноимённого романа А. М. Шайна; его режиссёром станет Ишана Найт Шьямалан (дочь М. Найта Шьямалана), для которой кинокартина станет её режиссёрским дебютом. В апреле на главные роли были утверждены Дакота Фэннинг и Джорджина Кэмпбелл.
Съёмки прошли в Дублине, Уиклоу и Голуэе с июля по август 2023 года. В середине июля было получено временное разрешение на продолжение съёмок, несмотря на продолжающуюся забастовку SAG-AFTRA.

## Премьера
Премьера «Смотрителей» в кинотеатрах США, Великобритании и Ирландии состоялась 7 июня 2024 года.

## Восприятие
На сайте-агрегаторе Rotten Tomatoes рейтинг фильма составляет 32 % на основании 164 рецензий критиков со средним баллом 4,9 из 10.
На сайте-агрегаторе Metacritic рейтинг фильма составляет 46 баллов из 100 возможных на основании 38 рецензий критиков, что соответствует «смешанным или средним» отзывам.